# (55330) 2001 SD114
2001 أس دي 114 (ويعرف أيضًا باسم (55330) 2001 أس دي 114 وفق تسمية الكوكب الصغير) (بالإنجليزية: 2001 SD114)‏ هو كويكب ضمن حزام الكويكبات؛ وترتيبه 55330 من حيث الاكتشاف.
اكتُشف هذا الجُرم الفلكي بواسطة William Kwong Yu Yeung ‏ في 20 سبتمبر 2001.

## وصلات خارجية
- (55330) 2001 SD114 في قاعدة بيانات مختبر الدفع النفاث لأجرام النظام الشمسي الصغيرة

- الاكتشاف · مخطط المدار ·  العناصر المدارية · المعلمات المادية

- (55330) 2001 SD114 على موقع ويكي سكاي: DSS2, SDSS, GALEX, IRAS, Hydrogen α, X-Ray, Astrophoto, Sky Map, Articles and images